# 邦楽百番
『邦楽百番』（ほうがくひゃくばん）は、NHK-FM放送で1973年4月5日から放送されている純邦楽番組である。邦楽全般の他、月1回に現代邦楽も放送している。

## 放送時間
- 2023年4月現在。
  - 毎週水曜日 11:00 - 11:50

※2015年4月から2021年3月までは、NHK水戸放送局の聴取エリアに当たる茨城県では原則第2土曜日に限り別番組を放送するため、初回放送が休止となり、当時設けられていた再放送が初回扱いとなっていた。
2021年度からはNHKさいたま放送局が「ひるどき!さいたま〜ず（11:00-12:00）」を放送しているため、さいたま局FM（さいたま地区85.1MHZ・秩父地区83.5MHZ）は祝日などにより休止にならない限り放送がない（但し、東京82.5MHZなど周辺都県の直接受信であるか、インターネットラジオのらじるらじる（聞き逃し対応）・radikoは聴取可能）。
- 過去
  - 毎週土曜日 18:00～

## ディスクジョッキー
- 中村昇（NHKアナウンサー）他